# 領家 (さいたま市)
領家（りょうけ）は、埼玉県さいたま市浦和区の町名である。現行行政地名は領家一丁目から領家七丁目。住居表示実施地区。郵便番号は330-0072。

## 地理
埼玉県さいたま市浦和区北中部の大宮台地上に位置する。北浦和駅からは少し離れ、住宅地が広がり、埼玉県立浦和高等学校など教育施設も多い。

### 地価
住宅地の地価は、2022年（令和4年）1月1日の公示地価によれば、領家7丁目14-3の地点で27万9000円/m2となっている。

## 歴史
もとは江戸期より存在した武蔵国足立郡木崎領に属する領家村、古くは戦国期より見出せる領家であった。
- 発足時は幕府領、1639年（寛永16年）より知行は旗本青木氏および幕府領となる[6]。
- 幕末時点では足立郡領家村であった。明治初年の『旧高旧領取調帳』の記載によると、代官大竹左馬太郎支配所が管轄する幕府領、および旗本青木五十五郎の知行であった[7]。
- 1868年（慶応4年）6月19日 - 武蔵知県事・山田政則（忍藩士）の管轄となる。
- 1869年（明治2年） 
  - 1月13日 - 武蔵知県事・宮原忠英の管轄区域に大宮県を設置、同県の管轄となる。県庁は東京府馬喰町に置かれる。
  - 9月29日 - 県庁が浦和に置かれ浦和県に改称。
  - 12月2日 - 旗本領が上知され、浦和県の管轄となる（府藩県三治制も参照）。
- 1871年（明治4年）11月13日 - 第1次府県統合により埼玉県の管轄となる。
- 1879年（明治12年）3月17日 - 郡区町村編制法により成立した北足立郡に属す。郡役所は浦和宿に設置。それに伴い、郡内に同名の村が所在（現、大久保領家や平方領領家他多数）したことから木崎領を冠称[6]して木崎領領家となる。
- 1889年（明治22年）4月1日 - 町村制施行により、上木崎、下木崎、駒場、瀬ヶ崎、針ヶ谷、本太、北袋、木崎領領家が合併し、木崎村が成立[8]。木崎領領家村は木崎村の大字木崎領領家となる。
- 時期不明（明治末頃[6]） - 大字木崎領領家から木崎領が取れ、大字領家に改称される。
- 1932年（昭和7年）4月1日 - 木崎村が谷田村と共に浦和町へ編入され[9]、浦和町の大字となる。
- 1934年（昭和9年）2月11日 - 浦和町が市制を施行し、浦和市となり[9]、浦和市の大字となる。
- 1943年（昭和18年） - 大字領家の一部が北浦和町二丁目へ編入[6]。
- 1966年（昭和41年） - 大字領家の一部が住居表示によって成立した駒場一丁目へ編入[10][6]。
- 1967年（昭和42年）9月1日 - 大字領家（西部）から住居表示を実施して領家一丁目〜七丁目が成立。また、大字領家の一部から駒場二丁目が成立[11][6]。
- 1976年（昭和51年）3月17日 - 区画整理事業の実施により、大字領家の一部から大東三丁目が成立する[12][13]。
- 1982年（昭和57年）8月1日 - 大字領家が領家一丁目〜七丁目に編入される[14]。また、大字領家（東部）から大東一丁目・二丁目が成立（三丁目は成立済み[14]）。また、瀬ヶ崎一丁目〜五丁目の一部となる。これにより大字領家は消滅する[14]。
- 2001年（平成13年）5月1日 - 浦和市が与野市、大宮市と合併しさいたま市となり、さいたま市の町名となる。
- 2003年（平成15年）4月1日 - さいたま市が政令指定都市に移行し、さいたま市浦和区の町名となる。

## 世帯数と人口
2017年（平成29年）9月1日現在の世帯数と人口は以下の通りである。
| 丁目       | 世帯数    | 人口     |
| ---------- | --------- | -------- |
| 領家一丁目 | 743世帯   | 1,917人  |
| 領家二丁目 | 560世帯   | 1,119人  |
| 領家三丁目 | 842世帯   | 1,948人  |
| 領家四丁目 | 691世帯   | 1,518人  |
| 領家五丁目 | 620世帯   | 1,187人  |
| 領家六丁目 | 1,032世帯 | 2,160人  |
| 領家七丁目 | 1,099世帯 | 2,442人  |
| 計         | 5,587世帯 | 12,291人 |

## 小・中学校の学区
市立小・中学校に通う場合、学区（校区）は以下の通りとなる。
| 丁目       | 番地            | 小学校                   | 中学校                 |
| ---------- | --------------- | ------------------------ | ---------------------- |
| 領家一丁目 | 1〜3番          | さいたま市立本太小学校   | さいたま市立本太中学校 |
| 領家一丁目 | 7番 13〜15番    | さいたま市立北浦和小学校 | さいたま市立本太中学校 |
| 領家一丁目 | その他          | さいたま市立木崎小学校   | さいたま市立本太中学校 |
| 領家二丁目 | 1〜7番          | さいたま市立北浦和小学校 | さいたま市立本太中学校 |
| 領家二丁目 | その他          | さいたま市立木崎小学校   | さいたま市立本太中学校 |
| 領家三丁目 | 1〜21番         | さいたま市立木崎小学校   | さいたま市立本太中学校 |
| 領家三丁目 | その他          | さいたま市立木崎小学校   | さいたま市立木崎中学校 |
| 領家四丁目 | 全域            | さいたま市立木崎小学校   | さいたま市立木崎中学校 |
| 領家五丁目 | 1〜7番          | さいたま市立北浦和小学校 | さいたま市立本太中学校 |
| 領家五丁目 | その他          | さいたま市立木崎小学校   | さいたま市立本太中学校 |
| 領家六丁目 | 1〜2番 15〜21番 | さいたま市立北浦和小学校 | さいたま市立本太中学校 |
| 領家六丁目 | その他          | さいたま市立針ヶ谷小学校 | さいたま市立大原中学校 |
| 領家七丁目 | 全域            | さいたま市立針ヶ谷小学校 | さいたま市立大原中学校 |

## 交通
地区内に鉄道は敷設されていない。最寄駅は京浜東北線北浦和駅がおよそ1 ㎞の場所にある。

### 道路
- 埼玉県道35号川口上尾線（産業道路）
- 埼玉県道65号さいたま幸手線
- 北宿通り
- 天王川コミュニティ緑道

## 施設
- 埼玉県立浦和高等学校
- さいたま市立針ヶ谷小学校
- さいたま市立木崎小学校
- さいたま市立本太中学校
- 浦和警察署領家交番
- 浦和消防署木崎出張所
- 浦和領家郵便局
- 城北信用金庫
- 国大セミナー本社
- ひかり幼稚園
- 市立領家保育園
- ゆづり保育園
- 領家公務員住宅
- 県営浦和領家立野住宅
- 領家公民館
- 南箇公民館
- 天台宗長覚院
- 妙道院
- 領家二丁目公園
- 南箇公園
- 領家立野子供広場